# François-Julien Barier
François-Julien Barier ou Barrier, né le 30 janvier 1684 à Laval et mort le 12 mai 1746, est un orfèvre-joaillier français, graveur du roi en pierres fines. 

## Biographie
Il est issu d'une famille d'orfèvres lavallois, fils d'Antoine Barier, et de Suzanne Terrier. Le 30 janvier 1698, il assiste à Laval, au mariage de sa sœur Françoise avec Olivier Davazé, marchand apothicaire et signe « François Barier, frère de l'épouse ».
Ce n'est qu'en 1727 qu'on trouve François-Julien Barier, marchand orfèvre installé à Paris, rue de la Vieille-Hoaillerie, au 'arillet. Il reçoit chez lui à cette date M. Hardy de Lévaré qui venait plaider la cause de son parti contre M. Lelong, juge civil et maire de Laval.
Si le commerce de l'orfèvrerie fit la fortune du Lavallois, la gravure sur pierres fines a fait son renom. Il acquiert bientôt dans ce genre une grande réputation. 
Voltaire le choisit pour graver son portrait sur le chaton d'une bague qu'il adressa à la marquise Émilie du Châtelet, en 1736,[ils étaient amants], avec ces vers :
Barier grava ces traits destinés pour vos yeux ; 

Avec quelque plaisir daignez les reconnaître.

Les vôtres, dans mon cœur, furent gravés bien mieux

Mais ce fut par un plus grand maître.

Louis XV nomma l'artiste son graveur en titre et lui donna un logement dans les galeries du Louvre. C'est là qu'il meurt en 1746.
Pierre-Jean Mariette, dans son Traité des pierres fines fait de Barier le plus grand éloge : « Il devint graveur, dit-il, plus par goût que par étude ; il a appris de lui-même à graver en creux ainsi qu'en relief, et a fait, dans l'un et l'autre genre, des ouvrages qui ont assuré sa réputation. On voit de lui des têtes, des figures, des animaux, des compositions travaillées avec le plus grand soin. Il a aussi gravé d'après nature quelques portraits, tels ceux de feu le marquis de Rangoni, envoyé de Modène à la cour de France, et M. de Fontenelle, qui ont été fort goutés. »
Le Turq, dans sa notice sur Jacques Guay loue également Barier « qui se fit une réputation par d'infiniment petits chefs-d'œuvre. » André René Le Paige et Renouard, qui copie probablement son devancier, disent que ses pierres gravées ornaient le cabinet de Louis XV et celui de plusieurs souverains d'Europe. L'abbé Angot ajoute qu'on n'en connait malheureusement aucune dont l'attribution soit certaine.

## Source
« François-Julien Barier », dans Alphonse-Victor Angot et Ferdinand Gaugain, Dictionnaire historique, topographique et biographique de la Mayenne, Laval, A. Goupil, 1900-1910 [détail des éditions] (BNF 34106789, présentation en ligne)